# Afşarlı, Kadınhanı
Afşarlı là một xã thuộc huyện Kadınhanı, tỉnh Konya, Thổ Nhĩ Kỳ. Dân số thời điểm năm 2011 là 58 người.